# Toony Tube
Toony Tube (també coneguda simplement com a Tube) és una sèrie de televisió animada creada per Santiago Castillo Linares i que s'emet per Cartoon Network des del setembre del 2018.